# Night Ranger
I Night Ranger sono un gruppo musicale heavy metal statunitense, formatosi a San Francisco nel 1982.
Divennero tra i gruppi più rappresentativi di un certo heavy metal melodico e commerciale tipico degli anni ottanta, inanellando una serie di album e singoli di successo. Benché il gruppo raggiunse il disco di platino con i dischi seguenti, è ampiamente riconosciuto il fatto che il loro primo lavoro Dawn Patrol (1982), rappresenta una delle pietre miliari del genere. Tuttavia il secondo Midnight Madness (1983), contenente i classici (You Can Still) Rock in America e Sister Christian, risulta il disco più rilevante della loro carriera, le quali vendite superarono il milione di copie. In totale i loro primi cinque album hanno venduto oltre 10 milioni di copie nel mondo.

## Storia
Il bassista Jack Blades e il chitarrista Brad Gillis, entrambi provenienti da un'esperienza con un gruppo jazz e funk rock dal nome di Rubicon, registrarono due album con questo, prima di cambiare formazione e nome in Stereo, mutando direzioni musicali. Fu da questo periodo che vennero raggiunti dal batterista Kelly Keagy. Da Stereo il nome mutò nuovamente in Ranger, e Brad Gillis venne invitato a entrare nella band di Ozzy Osbourne come turnista a seguito della tragica e improvvisa morte di Randy Rhoads nel 1982. Gillis rimase con Osbourne per circa un anno registrando con l'artista il live album Speak of the Devil. Blades e Keagy nel frattempo cercarono nuovo personale e si rivolsero a Alan Fitzgerald, tastierista dei Montrose e dei Gamma, fino a quando Gillis tornò da un tour europeo con Ozzy. Il quartetto quindi si rivolse al chitarrista originario di Sacramento Jeff Watson.
Watson si era già costruito una reputazione in precedenza. Iniziando il suo percorso musicale come cameriere cantante, il chitarrista fondò il suo primo gruppo June Blitz, che poi si evolse nella Jeff Watson Band, fronteggiata dal cantante Jim Vigir. Con questo gruppo Watson ottenne alcuni successi radiofonici con dei brani prodotti nientemeno che da Ronnie Montrose. Come la Jeff Watson Band crebbe di popolarità, venne ingaggiata come supporto a noti gruppi come Heart, Ted Nugent e Sammy Hagar, e arruolarono anche un giovane Eric Martin, più tardi frontman dei Mr. Big. Comunque, Watson venne adescato dai Night Ranger tramite Alan Fitzgerald, che aveva aiutato il gruppo sul piano della produzione.
Il gruppo, inizialmente sotto il nome di Ranger, firmò per l'affiliata della MCA, la Boardwalk Records, fondata dall'ex boss della Casablanca Records Neil Bogart. Il nuovo nome Night Ranger venne adottato dal gruppo dopo la scoperta di un gruppo country e western che aveva reclamato i diritti sul nome. I Night Ranger ottennero una buona reputazione di live band attorno al circuito. Abilmente gestiti dal promoter Bill Graham, riuscirono a incrementare la loro popolarità suonando da spalla a gruppi come Judas Priest, KISS, Doobie Brothers e Santana.
Il quintetto risultò poi un impatto immediato con il debutto discografico intitolato Dawn Patrol, considerato uno dei più rilevanti album del genere del decennio. Questo raggiunse la posizione n. 38 nelle classifiche statunitensi. Suonando come supporto a Sammy Hagar, i Night Ranger iniziarono a dimostrarsi come una delle band hard rock più promettenti degli Stati Uniti. La Boardwalk venne inglobata dalla MCA Records dopo la morte di Neil Bogart e i Night Ranger si ritrovarono a questo punto sotto pressione affinché componessero nuove hit. Ciò nonostante il gruppo riuscì a conquistare il successo raggiungendo il picco di popolarità con il disco Midnight Madness del 1983, che confermò il loro potenziale commerciale. Grazie alla hit (You Can Still) Rock in America e il singolo Sister Christian, il disco raggiunse la 15ª posizione e superò il milione di copie.
Il successivo 7 Wishes nel 1985, non fece che confermare la loro popolarità, riuscendo a piazzarsi nella Billboard top 10. Il disco includeva la traccia Interstate Love Affair, originariamente inclusa nella colonna sonora del film Teachers (1984). In vista del quarto disco Big Life del 1987 i Night Ranger decisero di cambiare produttore, arruolando Kevin Elson al posto di Pat Glasser, con cui avevano lavorato per i precedenti tre dischi. Big Life risultava più sperimentale rispetto ai suoi predecessori, nel quale vennero adottate nuove tecniche come la drum machine e altri effetti.
Per promuovere l'album venne girato un videoclip della traccia The Secret of My Success, che vedeva delle apparizioni speciali come Vince Neil e Tommy Lee dei Mötley Crüe nel ruolo di sassofonisti e il cantante satirico "Weird Al" Yankovic nei panni di trombettista. Questo brano venne incluso nella colonna sonora del film omonimo con Michael J. Fox (in italiano Il segreto del mio successo).
Nonostante le produzioni migliorate e la partecipazione di musicisti esterni, fu proprio questo disco che segnò il declino del quintetto. Dopo un estenuante tour per il supporto di Big Life, Alan Fitzgerald annunciò la sua dipartita (ufficialmente perché stanco del tour). Al suo posto subentrarono i turnisti Alan Pasqua e John Purdell solo in occasione delle sessioni del nuovo disco. Sotto la produzione di Keith Olsen vide la luce il quinto disco, Man in Motion. A seguito delle registrazioni, il gruppo riuscì a trovare un tastierista fisso, Jesse Bradman, in precedenza membro delle band di Eddie Money e di Aldo Nova. Anche questo disco si rivelò fallimentare. I Night Ranger si sciolsero ufficialmente nell'aprile del 1989.

### Nuovi progetti
La MCA pubblicò prontamente il Greatest Hits quando vide che Blades aveva ottenuto un certo successo raggiungendo il supergruppo Damn Yankees, nato dall'unione dell'ex-chitarrista degli Styx Tommy Shaw, il chitarrista Ted Nugent, con Michael Cartellone alla batteria. Brad Gillis collaborò con il progetto solista di un certo Mike Reeves il quale vedeva nel ruolo di compositore tale Todd Meagher. Gillis compose assieme a Meagher parte di questo materiale, che venne prodotto ai Gilrock Studios dello stesso chitarrista. In questo progetto venne coinvolto anche Danny Chauncey, chitarrista già attivo con i 38 Special.
Il nativo di Alameda Mike Reeves aveva incontrato Gillis quando questo lo notò suonare a un concerto in un liceo e fu invitato da Gillis a raggiungere il suo progetto parallelo, The Alameda Allstars, dove Mike conobbe Chauncey. La "Mike Reeves Band" vedeva nella formazione l'ex bassista di Rick Derringer Tommy Sprayberry, il tastierista Brian Craig e il batterista Ronny Sieff. Nel frattempo, Jeff Watson fondò un nuovo gruppo con il bassista David Sikes, già membro della band di Aldo Nova, Giuffria e Boston, il batterista Billy Carmassi (band di Aldo Nova) e in aggiunta Jesse Bradman alla voce. Quest'ultimo creò inoltre un altro progetto con l'ex bassista dei Wild Horses e Dio Jimmy Bain.

### Reunion
I Night Ranger risorsero nel tardo 1991 in occasione di alcune date live. Allo stesso tempo, Watson realizzò un disco solista dal titolo ironico Lone Ranger, per la Roadrunner Records nel 1992. Ad assisterlo in questa impresa furono rinomati musicisti come lo stesso Gillis, il frontman dei Van Halen Sammy Hagar, l'ex bassista di Ozzy Osbourne Bob Daisley, il veterano ex batterista dei Vanilla Fudge, Cactus e King Kobra Carmine Appice, il batterista dei Journey Steve Smith e il noto chitarrista jazz rock Allan Holdsworth. Dal 1993 Daisley e Appice aiutarono Watson a mettere in piedi il suo nuovo side project, i Mothers Army. Fronteggiati dal talentuoso ex cantante dei Rainbow Joe Lynn Turner, questo nuovo progetto pubblicò tre dischi.
Jack Blades rimase in contatto con il suo ex collega nei Damn Yankees Tommy Shaw (Styx), per dare inizio al nuovo progetto Shaw/Blades con cui pubblicarono un disco nel 1995 intitolato Hallucinations. Le parti di batteria vennero suonate dal batterista dei Journey Steve Smith e l'ex Damn Yankees Michael Cartellone. Il nuovo album dei Night Ranger Feeding off the Mojo, pubblicato nel 1995, vedeva la formazione composta dal trio Gillis, Keagy e il bassista Gary Moon. A raggiungere la band in studio e per le conseguenti esibizioni fu l'ex chitarrista della AOR band Airborne David Zaijcek. Il disco includeva inoltre le reinterpretazioni di Peter Frampton Do You Feel Like I Do e Tomorrow Never Knows dei Beatles. Jeff Paris (tastierista e songwriter per gruppi come Cinderella e Y&T) contribuì alla composizione della traccia Last Chance. L'anno seguente il gruppo ricompose la formazione originale per la realizzazione di un nuovo album, Neverland.
La riunione della formazione storica avvenne in origine nell'estate del 1996, quando Blades si riunì con i suoi ex colleghi per un tour in Giappone che provocò una lotta tra alcune label giapponesi per accaparrarsi il contratto col gruppo statunitense. L'accordo venne firmato e Ron Nevison (KISS, Europe, Damn Yankees, M.S.G.) venne ingaggiato per produrre Neverland. I risorti Night Ranger parteciparono poi a un tour statunitense per supportare il disco, suonando sia alcuni show nel ruolo di headliner, sia alcuni come supporto a gruppi come Reo Speedwagon, Ted Nugent e Joe Walsh. Nel 1997 emerse l'ottavo album Seven, realizzato in Giappone nella primavera del 1998, confermò la loro ottima forma. I Night Ranger torarono in tour negli Stati Uniti durante l'estate del 1999 come parte del Rock Never Stops tour, assieme ad altri artisti come ted Nugent, Slaughter e Quiet Riot.

### Anni 2000

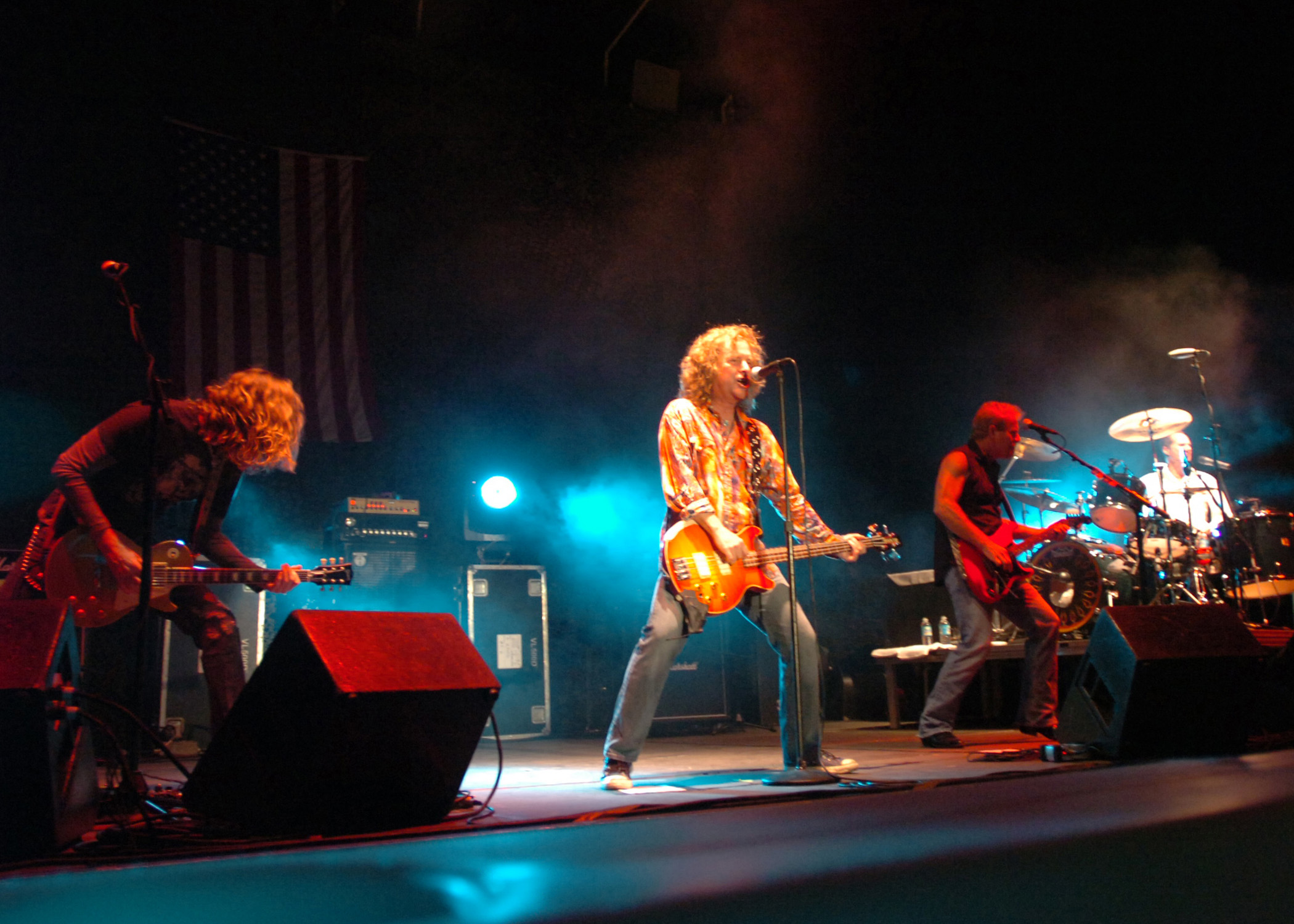
Night Ranger in concerto nel 2008

Gillis pubblicò un altro disco solista intitolato Alligator nel 2000, mentre i Night Ranger suonarono nuovamente in un tour americano quell'estate. Kelly Keagy apparì come ospite nel ruolo di corista nel disco solista World Stage del chitarrista dei Survivor Jim Peterik quello stesso anno. Peterik ritornò il favore a Keagy apparendo nel suo disco solista Time Passes nel 2001. Tra gli altri volti noti che parteciparono al progetto figuravano gli stessi Gillis, Blades e Moon. Jack Blades intraprese nuove strade nel 2003, lavorando a un album con grandi artisti come il chitarrista Neal Schon e il batterista Deen Castronovo (Journey), Tommy Shaw (Styx) e i suoi colleghi nei Night Ranger Gillis e Watson. Altre collaborazioni in studio provenivano dal figlio Colin Blades, Michael Lardie dei Great White e Warren De Martini dei Ratt. Come emersero delle trattative per il nuovo disco dei Night Ranger, il gruppo concluse l'anno 2003 con tre show Tokyo che verranno poi pubblicati su DVD. Alan Fitzgerald raggiunse i Van Halen nel loro reunion tour, così i Night Ranger introdussero il nuovo tastierista Michael Lardie, già membro dei Great White, come sostituzione temporanea per le loro date estive. Tra le tracce proposte in questo periodo, il gruppo suonò ben due cover dei Damn Yankees e una reinterpretazione del brano Once Bitten, Twice Shy cover di Ian Hunter dei Mott the Hoople, che era stata già resa celebre proprio dai Great White di Lardie.
Nel 2004 Gillis diede inizio a una collaborazione con il cantante Peter Marrino, noto per aver fronteggiato i Le Mans e i Cacophony, per dare vita a una tribute band di Ozzy Osbourne chiamata Ozzy Unauthorised. Nel gennaio 2004 Blades partecipò a delle sessioni per l'album solista del chitarrista dei B'Z Tak Matsumoto. Questo progetto mutò nei TMG, con la collaborazione aggiuntiva del cantante dei Mr. Big Eric Martin e il batterista Brian Tichy (Foreigner, Slash's Snakepit, Pride & Glory). Il primo materiale dei Naight Ranger dopo tanti anni avvenne nel febbraio 2005 con la realizzazione della compilation VH1 Classic Metal Mania: Stripped, dove il gruppo vi partecipò con una versione acustica della power ballad Sister Christian.  Nel frattempo emersero alcune voci su un nuovo disco del gruppo, mentre Jack Blades si riunì nuovamente con Tommy Shaw per pubblicare il secondo capitolo del progetto Sahw/Blades dal titolo di Influence. Kelly Geagy annunciò la nascita di un nuovo supergruppo verso metà 2005, i The Mob, i quali erano composti dal noto chitarrista Reb Beach (Alice Cooper, Winger, Alice Cooper, Dokken, Whitesnake), il tastierista Timothy Drury (Whitesnake) e Doug Pinnick (King's X) dietro il micorofono e le 4 corde.
I Night Ranger ri-registrarono ancora una volta il brano Sister Christian per una nuova versione della compilation VH1 Classic Metal Mania: Stripped Volume 2: The Anthems, pubblicato nell'ottobre 2005. Il gruppo ri-registrò nuovamente tutte le loro maggiori hit per il nuovo album raccolta Hits, Acoustic & Rarities, pubblicato in novembre per la sussidiaria della Universal I-Rock Records. Inclusa nelle tracce era una versione live di Don't Tell Me You Love Me, registrata in Giappone nel 2003. Parallelamente Gillis raggiunse i Vicious Rumors nell'ottobre 2005. I Night Ranger ripresero l'attività nel 2006 quando venne pubblicato il nono disco Hole in the Sun, per l'etichetta italiana Frontiers Records.
Il 3 febbraio 2007 Keagy partecipò a un supergruppo occasionale nominato Scrap Metal, assieme ai fratelli Matthew e Gunnar Nelson dei Nelson, Mark Slaughter degli Slaughter, Jani Lane dei Warrant e Eric Martin dei Mr. Big, suonando in occasione di un concerto filmato da MTV al Mohegan Sun Hotel & Casino di Uncasville, Connecticut. Verso metà aprile annunciarono l'allontanamento di Jeff Watson. Le date statunitensi vennero concluse con Reb Beach in veste di turnista. Successivamente la formazione venne completata dal nuovo chitarrista Joel Hoekstra e il nuovo tastierista Christian Matthew Cullen.
Nel marzo 2011 Eric Levy sostituisce Christian Matthew Cullen alle tastiere. Il nuovo membro prende parte alle lavorazioni del decimo lavoro in studio del gruppo, Somewhere in California. Nel 2012, per celebrare il trentesimo anniversario dal debutto della band, viene pubblicato il live album 24 Strings & a Drummer, contenente un'esibizione acustica registrata davanti a un numero selezionato di fan ai TRI Studios di San Rafael, in California.
Il 10 giugno 2014 viene distribuito l'undicesimo album High Road, disponibile in edizione standard e in formato deluxe con tracce bonus più un DVD contenente video musicali e filmati dietro le quinte. Quello stesso anno Joel Hoekstra lascia la band per unirsi agli Whitesnake. Il suo posto nei Night Ranger viene preso da Keri Kelli, già chitarrista per Pretty Boy Floyd, Shameless, Adler's Appetite e Alice Cooper.
Nel 2016 viene pubblicato il concerto commemorativo 35 Years and a Night in Chicago registrato alla House of Blues di Chicago, in cui viene presentato il brano inedito Day and Night, che anticipa l'uscita di un nuovo lavoro in studio. Il 24 marzo 2017 la band pubblica il dodicesimo album Don't Let Up.

## Formazione

### Formazione attuale
- Jack Blades - voce, basso (1982-1989, 1996-oggi)
- Brad Gillis - chitarra (1982-1989, 1991-oggi)
- Keri Kelli - chitarra (2014-oggi)
- Eric Levy - tastiere (2011-oggi)
- Kelly Keagy - batteria (1982-1989, 1991-oggi)

### Ex componenti
- Jeff Watson - chitarra (1982-1992, 1996-2007)
- Alan Fitzgerald - tastiere (1982-1988, 1996-2003)
- Jesse Bradman - tastiere (1988–1989)
- Gary Moon - basso (1989-1996)
- David Zaijcek - chitarra ritmica, tastiere (1995-1996)
- Michael Lardie - tastiere (2003-2007)
- Christian Matthew Cullen - tastiere (2007-2011)
- Reb Beach - chitarra (2007-2008)
- Joel Hoekstra - chitarra (2008-2014)

## Discografia

### Album in studio
- 1982 - Dawn Patrol
- 1983 - Midnight Madness
- 1985 - 7 Wishes
- 1987 - Big Life
- 1988 - Man in Motion
- 1995 - Feeding off the Mojo
- 1997 - Neverland
- 1998 - Seven
- 2007 - Hole in the Sun
- 2011 - Somewhere in California
- 2014 - High Road
- 2017 - Don't Let Up
- 2021 - And The Band Played On

### Album dal vivo
- 1990 - Live in Japan
- 1998 - Rock in Japan
- 2006 - The Best of Night Ranger Live
- 2007 - Extended Versions
- 2007 - Night Ranger Live
- 2008 - Rockin' Shibuya 2007
- 2012 - 24 Strings & a Drummer
- 2016 - 35 Years and a Night in Chicago

### Raccolte
- 1989 - Greatest Hits
- 1997 - Rock Masterpiece Collection
- 2000 - 20th Century Masters - The Millennium Collection: The Best of Night Ranger
- 2005 - Hits, Acoustic & Rarities
- 2005 - Greatest Hits Live

### Singoli
- Don't Tell Me You Love Me
- Sing Me Away
- (You Can Still) Rock in America
- Sister Christian
- When You Close Your Eyes
- Sentimental Street
- Four in the Morning (I Can't Take Any More)
- Goodbye
- The Secret of My Success
- Hearts Away
- Color of Your Smile
- I Did It for Love
- Restless Kind
- Don't Start Thinking (I'm Alone Tonight)
- Reason to Be